# ФК Напредак Крушевац
ФК Напредак је фудбалски клуб из Крушевца, Србија. Тренутно се такмичи у Суперлиги Србије, пошто се у сезони 2015/16. као првак Прве лиге Србија пласирао у виши ранг.
Домаће утакмице игра на стадиону Младост, капацитета 10.311 седећих места. Организовани навијачи Напретка су познати по имену Јакуза Крушевац, а група је настала 1988. године.
Назив за све навијаче Напретка је Чарапани (Такође назив за становнике Крушевца и околине).

## Историја

### Настанак и прве године
Основан је 8. децембра 1946. године спајањем три клуба „Закића”, „Баџе” и „14. октобра”. Прву званичну утакмицу Напредак је одиграо јануара 1947. са Македонијом из Скопља, а резултат је био 1:1. Године 1949, Напредак је освојио прво место у Србији, победом над Подрињем у Шапцу. Наредне сезоне је био члан Прве савезне лиге Југославије и као последњепласирани из прве се преселио у подсавезну лигу.

### 1976—1994.
Под вођством тренера Драгана Бојовића, Напредак је други пут ушао у Прву лигу у сезони 1976/77, захваљујући Јовици Шкору са постигнута четири гола, Миломиру Јаковљевићу са три гола и Драгиши Ћусловићу са једним голом у убедљивој победи од 8:2 над Радом из Београда, да би се већ после годину дана преселио у нижи ранг. По трећи пут је изборио прволигашки статус у сезони 1978/79. у којој је остварио изненађујућу победу над Партизаном са резултатом 3:0. У сезони 1979/80. под руководством тренера Томислава Калоперовића, Напредак завршава на 4. месту, чиме остварује пласман у европско такмичење, Куп УЕФА, где испада након прве рунде такмичења од Динама из Дрездена. У истој сезони, Напредак завршава на последњој позицији у првенству и испада из највишег ранга такмичења. Све до 1988. године, Напредак је провео играјући у Другој лиги Југославије, када поново бележи пласман у виши ранг, али по трећи пут у историји испада у Другу лигу у дебитантској сезони. Напредак остаје у Другој лиги, све док у сезони 1992/93 није придодат новоформираној Првој лиги СРЈ у којој на крају сезоне завршава на 6. позицији. Следеће сезоне, Напредак је поново испао у нижи ранг.

### 2000—2011.
У сезони 1999/00, Напредак обезбеђује пласман у елитни ранг и исте сезоне бележи највећи успех у домаћим такмичењима, финале Купа СР Југославије 2000. године, када је поражен са 4:0 од Црвене звезде, а као финалиста Напредак се пласирао у Куп УЕФА. Овај пут, клуб је имао мало више успеха у односу на први наступ у Купу УЕФА, савладавши естонски клуб Виљанди Тулевик у првом колу укупним резултатом 6:2. У другом колу, Напредак испада од грчког клуба ОФИ са Крита са укупним резултатом 0:6. Клуб је исте сезоне испао у другу лигу, све док није поново у сезони 2003/04. учествовао у Првој лиги у којој је забележио исте резултате као и претходни пут и по пети пут испао након промоције.
Након независности Црне Горе 2006. године, клубови из Црне Горе су се повукли из такмичења и формирала се лига која је обухватала клубове само са територије Србије. У сезони 2006/07, Напредак заузима треће место у Другој лиги Србије, што је било недовољно за пласман у Суперлигу Србије. Међутим, 19. јула 2007. године, Фудбалски савез Србије је одлучио да ће Напредак заменити Младост из Апатина у Суперлиги, која се повукла из такмичења. У сезони 2007/08, екипа заузима 5. место на табели, једно место испод позиције које води у Куп УЕФА. Две сезоне касније, 2009/10, Напредак испада у нижи ранг.

### 2011—данас
Почетком 2012, клуб преузима нови менаџмент који доводи нове играче. Једно од запаженијих појачања је бивши нападач АПОЕЛ-а, Ненад Миросављевић. Месец дана након потписивања уговора са Миросављевићем, на место директора долази Горан Карић са циљем да врати клуб у Суперлигу. У првој полусезони, екипа Напретка се налазила у доњој половини табеле, а затим је серијом одличних резултата на крају сезоне заузела шесту позицију у Првој лиги. Почетком нове сезоне, 17. септембра 2012., Владимир Арсић постаје нови директор уместо Карића. Након тога, нови менаџмент врши измене на грбу и реконструкцију стадиона. Напредак се коначно враћа у Суперлигу, заузевши прво место на табели у сезони 2012/13. У првој сезони након промоције, Напредак је успео да сачува место у Суперлиги, заузевши девету позицију. Међутим, следеће сезоне, као четрнаестопласирана екипа у Суперлиги, Напредак се суочио у баражу за опстанак са Металцем из Горњег Милановца, трећепласираном екипе Прве лиге Србије. Након пораза у гостима резултатом 3:1 и нерешеног исхода у Крушевцу 1:1, Напредак је поново завршио у Првој лиги Србије. Врло кратко су се задржали у Првој лиги, па су се већ следеће сезоне вратили назад у елитно такмичење као првопласирана екипа. На почетку сезоне 2016/17, екипа Напретка је у првом колу одиграла нерешено против екипе Црвене звезде 2:2, док је у другом савладала на домаћем терену Партизан резултатом 2:1. Напредак је наставио са добрим резултатима и на полусезони је заузео 4. место на табели. У зимском прелазном року, екипу преузима Вук Рашовић, након што је Драган Ивановић напустио Напредак и потписао уговор са Војводином. Вук Рашовић напушта клуб на крају сезоне и Напредак заузима 6. место чиме није остварио пласман у европска такмичења.
Тренерско место преузима Ненад Сакић пре почетка сезоне 2017/18. Након серије лоших резултата, Сакић подноси оставку и његово место преузима Милорад Косановић. Прва утакмица под руководством Косановића је била против Партизана у Београду која се завршила резултатом 1:1. Екипа касније побеђује на домаћем терену Црвену звезду резултатом 1:0 поготком Николе Митровића у надокнади времена, што је био први пораз Црвене звезде у сезони, касније побеђује и Спартак, Раднички из Ниша као и Војводину из Новог Сада и тиме остварује победе против највећих клубова у Србији. У наставку сезоне, Напредак побеђује Партизан под Багдалом 2:1 головима Уроша Ђерића и Алексе Вукановића и тиме постао први тим који је победио оба вечита ривала на домаћем терену у сезони 2017/18.

## Стадион
Напредак од 1976. игра своје утакмице на стадиону Младости који је изграђен за 60 дана. Прву утакмицу на овом стадиону одиграо је у другом колу Прве савезне лиге, 26. августа, против екипе Загреба.
Крајем 2011. урађена је модернизација стадиона у склопу које су постављене нове столице на све трибине, ЛЕД Филипсов семафор и рефлектори јачине 2000 лукса, а трошкови модернизације су били око 150 милиона динара. Капацитет стадиона након реконструкције износи 10.331 седећих места.

## Успеси
Лиге 
- Друга лига ФНР/СФР Југославије

-  Првак (4): 1957/58 (IV зона), 1975/76 (група исток), 1977/78 (гр. исток), 1987/88. (гр. исток)

- Друга лига СР Југославије

-  Првак (1): 1999/00. (група исток)

- Друга лига Србије и Црне Горе

-  Првак (1): 2002/03. (група исток)

- Прва лига Србија

-  Првак (2): 2012/13, 2015/16.

Национални куп
- Куп СР Југославије:

- Финале (1): 1999/00.

## Новији резултати
| Сезона   | Ранг | Лига             | Позиција | ИГ | Д  | Н  | П  | ГД | ГП | ГР  | Бод     | Куп                |
| -------- | ---- | ---------------- | -------- | -- | -- | -- | -- | -- | -- | --- | ------- | ------------------ |
| 2006/07. | 2    | Прва лига Србије | 3.       | 38 | 19 | 8  | 11 | 52 | 38 | +14 | 65      | Осмина финала      |
| 2007/08. | 1    | Суперлига Србије | 5.       | 33 | 11 | 8  | 14 | 25 | 33 | -8  | 41      | Осмина финала      |
| 2008/09. | 1    | Суперлига Србије | 7.       | 33 | 10 | 8  | 15 | 28 | 37 | -9  | 38      | Четвртфинале       |
| 2009/10. | 1    | Суперлига Србије | 15.      | 30 | 7  | 8  | 15 | 30 | 44 | -14 | 29      | Шеснаестина финала |
| 2010/11. | 2    | Прва лига Србије | 6.       | 34 | 13 | 10 | 11 | 35 | 32 | +3  | 49      | Шеснаестина финала |
| 2011/12. | 2    | Прва лига Србије | 6.       | 34 | 13 | 12 | 9  | 39 | 29 | +10 | 51      | Шеснаестина финала |
| 2012/13. | 2    | Прва лига Србије | 1.       | 34 | 25 | 5  | 4  | 74 | 25 | +49 | 80      | Шеснаестина финала |
| 2013/14. | 1    | Суперлига Србије | 9.       | 30 | 9  | 8  | 13 | 42 | 44 | -2  | 35      | Осмина финала      |
| 2014/15. | 1    | Суперлига Србије | 14.      | 30 | 8  | 7  | 15 | 23 | 34 | -11 | 31      | Шеснаестина финала |
| 2015/16. | 2    | Прва лига Србије | 1.       | 30 | 21 | 5  | 4  | 48 | 26 | +22 | 68      | Осмина финала      |
| 2016/17. | 1    | Суперлига Србије | 6.       | 37 | 16 | 8  | 13 | 44 | 36 | +8  | 30 (56) | Шеснаестина финала |
| 2017/18. | 1    | Суперлига Србије | 7.       | 37 | 15 | 8  | 14 | 57 | 55 | +2  | 30 (53) | Четвртфинале       |
| 2018/19. | 1    | Суперлига Србије | 6.       | 37 | 12 | 12 | 13 | 46 | 50 | -4  | 28 (48) | Четвртфинале       |
| 2019/20. | 1    | Суперлига Србије | 10.      | 30 | 9  | 6  | 15 | 33 | 41 | -8  | 33      | Шеснаестина финала |
| 2020/21. | 1    | Суперлига Србије | 11.      | 38 | 14 | 8  | 16 | 44 | 51 | -7  | 50      | Осмина финала      |
| 2021/22. | 1    | Суперлига Србије | 8.       | 37 | 10 | 8  | 19 | 31 | 51 | -20 | 38      | Осмина финала      |
| 2022/23. | 1    | Суперлига Србије | 9.       | 37 | 10 | 9  | 18 | 27 | 37 | -10 | 39      | Четвртфинале       |
| 2023/24. | 1    | Суперлига Србије | 8.       | 37 | 11 | 7  | 19 | 36 | 66 | -30 | 40      | Осмина финала      |
| 2024/25. | 1    | Суперлига Србије | 14.      | 37 | 11 | 9  | 17 | 35 | 48 | -13 | 42      | Полуфинале         |

## ФК Напредак у европским такмичењима
| Сезона   | Такмичење | Коло    | Држава   | Екипа           | Домаћи | Гости | Укупно | Укупно |
| -------- | --------- | ------- | -------- | --------------- | ------ | ----- | ------ | ------ |
| 1980/81. | Куп УЕФА  | 1. коло | Њемачка  | Динамо Дрезден  | 0:1    | 0:1   | 0:2    |        |
| 2000/01. | Куп УЕФА  | кв.     | Естонија | Виљанди Тулевик | 5:1    | 1:1   | 6:2    |        |
|          |           | 1. коло | Грчка    | ОФИ Крит        | 0:0    | 0:6   | 0:6    |        |

## Тренутни састав
Од 25. фебруара 2023.
| Бр. |        | Позиција | Играч             |
| --- | ------ | -------- | ----------------- |
| 1   | Србија | Г        | Владимир Савић    |
| 2   | Србија | О        | Стефан Јовановић  |
| 3   | Србија | О        | Владимир Пријовић |
| 4   | Србија | С        | Јован Зоговић     |
| 5   | Србија | О        | Дејан Керкез      |
| 6   | Србија | С        | Марко Пантић      |
| 7   | Србија | О        | Никола Вукајловић |
| 8   | Србија | Н        | Марко Шарић       |
| 9   | Србија | Н        | Бојан Чечарић     |
| 10  | Србија | С        | Никола Кнежевић   |
| 11  | Србија | С        | Лука Лабан        |
| 12  | Србија | Н        | Небојша Бастајић  |
| 14  | Србија | Н        | Ђорђе Котлајић    |
| 15  | Србија | О        | Огњен Мршић       |

| Бр. |           | Позиција | Играч              |
| --- | --------- | -------- | ------------------ |
| 16  | Естонија  | С        | Марк Оливер Роснуп |
| 17  | Србија    | О        | Јосип Пројић       |
| 18  | Србија    | Н        | Бојан Матић        |
| 20  | Србија    | С        | Никола Маринковић  |
| 22  | Србија    | С        | Марко Бојовић      |
| 23  | Словенија | С        | Клемен Болха       |
| 24  | Србија    | С        | Никола Станковић   |
| 25  | Србија    | О        | Немања Ђековић     |
| 27  | Србија    | С        | Урош Љубомирац     |
| 42  | Србија    | С        | Немања Крстић      |
| 70  | Србија    | С        | Марко Путинчанин   |
| 88  | Србија    | С        | Ђорђе Јовановић    |
| 91  | Србија    | Г        | Никола Петрић      |

## Некадашњи тренери
Списак некадашњих тренера Напретка.
| - Бошко Ралић 1958—1959 - Драган Бојовић 1975—1976 - Владица Поповић 1976—1977 - Срећко Петковић 1978—1979 - Драгољуб Милошевић 1978—1979 - Владимир Милосављевић 1978—1979 - Томислав Калоперовић 07.1979 — 06.1980 - Миленко Михић 1980—1981 - Слободан Доганџић 1993—1994 - Владимир Милосављевић 1994—1995 - Микица Гошић 1999 - Владислав Ђукић 2000 - Мирослав Ивковић & Звонко Петровић 2001—2002 - Саша Николић & Младен Додић 07.2007 — 06.2008 - Јовица Шкоро 07.2008 — 12.2008 - Ненад Сакић 12.2008 — 11.2009 - Јовица Шкоро 12.2009 — 06.2010 - Борислав Зоговић (привремени) - Драган Антић 09.2010 — 05.2011 - Борислав Зоговић 2011 | - Младен Додић 09.2011 — 12.2011 - Александар Кристић 01.2012 — 05.2012 - Ненад Миловановић 06.2012 — 06.2013 - Милан Лешњак 07.2013 — 09.2013 - Ненад Миловановић 09.2013 — 01.2014 - Ненад Лалатовић 01.2014 — 06.2014 - Синиша Гогић 06.2014 — 08.2014 - Саша Штрбац 09.2014 — 01.2015 - Бранко Смиљанић 2013/2014 — 2014 - Славко Матић 01.2014 — 06.2015 - Љубиша Стаменковић (привремени) - Богић Богићевић 07.2015 — 06.2016 - Драган Ивановић 06.2016 — 12.2016 - Вук Рашовић 01.2017 — 06.2017 - Ненад Сакић 06.2017 — 09.2017 - Милорад Косановић 09.2017 — 06.2019 - Предраг Роган 06.2019 — 12. 2019 - Иван Стефановић 12.2019 — 3. 2020. - Драган Ивановић 3. 2020 — 9. 2020. - Горан Стевановић 10. 2020 — 12. 2020 |

## Познати бивши играчи
| - Марко Валок - Драгиша Бинић - Живојин Видојевић - Ненад Гаврић - Владимир Дишљенковић - Младен Додић - Владимир Дурковић - Иван Гвозденовић - Павле Јевтић - Горан Јездимировић - Милорад Јовановић - Владимир Јоцић - Зоран Мартиновић - Владимир Крњинац - Славољуб Крњинац - Југослав Лазић - Бојан Миладиновић - Владимир Милосављевић - Никола Митровић - Драгољуб Костић - Зоран Симовић | - Александар Перовић - Душан Пешић - Миладин Пештерац - Иван Петровић - Љубомир Петровић - Огњен Петровић - Светомир Петровић - Зоран Ристић - Бранислав Којичић - Коста Радовановић - Ненад Сакић - Стојан Мамић - Никола Трујић - Милош Цветковић - Немања Јаничић - Душан Мићић - Немања Видаковић | - Саша Стаменковић - Милутин Степић - Стеван Стошић - Милијан Тупајић - Јовица Шкоро - Бојан Зајић - Владе Лазаревски - Жолт Керекеш - Васил Гунев - Бојан Божовић - Бранислав Поповић - Мило Никиновић - Братислав Пуношевац - Зоран Павловић - Мирослав-Муса Јокић - Небојша Рудић - Ешреф Јашаревић |